# 小叶香茶菜
小叶香茶菜（学名：Isodon parvifolius）为唇形科香茶菜属下的一个种。其种加词“parvifolius”意为“小叶的”。